# IMS Gear
IMS Gear SE & Co KGaA ist ein Hersteller von feinmechanischen Antriebselementen. Das Großunternehmen hat seinen Hauptsitz in Donaueschingen und weitere Standorte in Asien sowie Nord- und Mittelamerika.

## Geschichte
Das Familienunternehmen geht zurück auf einen 1863 von Johann Morat (1838–1904) in Eisenbach im Hochschwarzwald gegründeten Betrieb. 1899 bildete Morat dann unter gemeinsamer Beteiligung von vier seiner Söhne die OHG Johann Morat Söhne, ab 1912 Johann Morat u. Söhne GmbH. Aus dieser Zeit leitet sich die Firma IMS ab: J(I)ohann Morat Söhne, wobei später noch die englische Bezeichnung für „Antrieb/Getriebe“ (gear) hinzugefügt wurde. Das Unternehmen belieferte ursprünglich die Uhrenindustrie mit Zahnrädern. Seit den 1970er und 1980er Jahren werden auch Getriebe aus Metall und Kunststoff gefertigt. In den 1990er Jahren spezialisierte sich das Unternehmen als Zulieferer für die Automobilindustrie. 2016 wurde es von seiner ursprünglichen Rechtsform der GmbH in eine SE & Co. KGaA umgewandelt.

## Standorte
Das Unternehmen hat neben seinem Hauptsitz noch acht andere Standorte weltweit, darunter
- Drei weitere Produktionsstätten in Deutschland: Eisenbach, Trossingen und Villingen-Schwenningen
- Zwei Sitze in Virginia Beach (Virginia) und Gainesville (Georgia) in den USA
- Eine Niederlassung in Querétaro, Mexiko
- Eine Niederlassung in Taicang, Volksrepublik China
- Eine Niederlassung in Südkoreas Hauptstadt Seoul
- Eine Niederlassung in Tokio, Japan

## Kunden & Produkte
IMS Gear ist primär Zulieferer von jeglichen Arten von Getrieben, Komponenten und Baugruppen für die Autoindustrie. Das Unternehmen fertigt über 6.000 verschiedene Teile.

## Eigentumsverhältnisse
Die Familie Zimber-Morat, Nachfahren des Gründers, ist Eigentümer des Unternehmens, eine Minderheitsbeteiligung hält seit 1999 die BWK Unternehmensbeteiligungsgesellschaft.